# 16368 Città di Alba
A 16368 Città di Alba (ideiglenes jelöléssel 1981 DF) a Naprendszer kisbolygóövében található aszteroida. Henri Debehogne és Giovanni de Sanctis fedezte fel 1981. február 28-án.